# Giovani dos Santos
Ne doit pas être confondu avec Jonathan dos Santos.
Pour les articles homonymes, voir dos Santos.
Giovani Alex dos Santos Ramírez, dit Giovani dos Santos ou plus simplement Giovani, né le 11 mai 1989 à Monterrey au Mexique d'un père brésilien et d'une mère mexicaine, est un footballeur international mexicain qui évolue actuellement au poste d'attaquant au Club América. Ayant été naturalisé espagnol en 2007, il possède les trois nationalités suivantes : mexicaine, brésilienne et espagnole.
Il est le fils de l'ancien joueur brésilien Zizinho, le frère de deux autres joueurs professionnels, Jonathan dos Santos et Éder dos Santos. Il est gaucher de nature et aime jouer à droite pour faire des crochets vers le centre et ainsi trouver une position favorable pour une frappe puissante.

## Biographie

### Débuts prometteurs au FC Barcelone

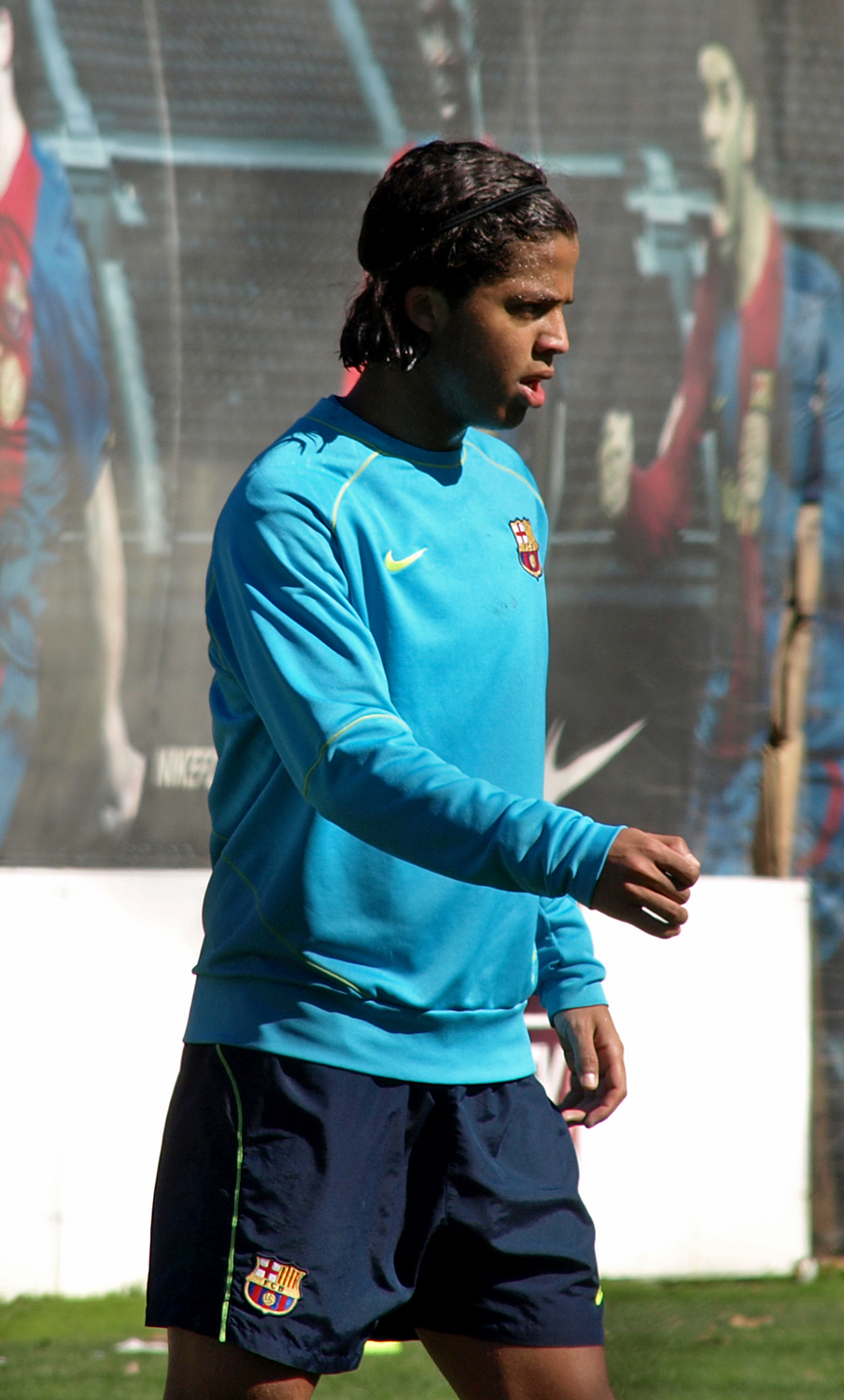
Giovani avec le FC Barcelone, où il y a fait sa formation et ses débuts professionnels.

Giovani Alex dos Santos Ramírez naît le 11 mai 1989 à Monterrey, capitale de Nuevo León, situé dans le nord-est du Mexique. Il y vit avec ses parents, Liliana Ramírez et le Brésilien Zizinho, ainsi que son grand frère Éder et son jeune frère Jonathan. Il commence le football dans le club régional du CF Monterrey mais ne reste que peu de temps, étant repéré par le FC Barcelone en 2001 après la Danone Nations Cup dans laquelle il termine meilleur buteur alors qu'il n'a que douze ans. Par la suite, il attire les regards des dirigeants sur lui après avoir terminé Ballon d'argent de la Coupe du monde des moins de 17 ans 2005 et Ballon de Bronze de la Coupe du monde des moins de 20 ans 2007. Frank Rijkaard, entraîneur du club catalan, le promeut alors en équipe première et le titularise lors de la pré-saison 2007-2008 dans laquelle il termine meilleur buteur du club.
L'entraîneur néerlandais voit en lui un grand talent et le lance dans le bain le 2 septembre 2007 face à l'Athletic Bilbao puis le titularise une semaine suivante face à Osasuna,. Seulement trois jours plus tard, il entre en jeu lors de la confrontation face à l'Olympique lyonnais en Ligue des champions et y délivre sa première passe décisive à Thierry Henry dans les arrêts de jeu. Entre-temps, il fait ses débuts professionnels avec l'équipe nationale mexicaine le 9 septembre 2007 contre le Panama. Tout au long de la saison, énormément de confiance lui est accordé car il joue la plupart des matches en tant que titulaire et termine avec un bilan de 37 matches, 4 buts — dont un triplé lors de la dernière journée face au Real Murcie — et 7 passes décisives. Pendant cette saison, il est positionné sur le côté droit, est très souvent comparé à son aîné Ronaldinho et Rijkaard parle de lui comme une « future star » et un joueur « techniquement parfait ».

### Déceptions et prêts à répétitions
L'année suivante, Frank Rijkaard est remercié en raison de sa saison blanche et sa troisième place en championnat. Pep Guardiola, jusque-là entraîneur de l'équipe B, prend la tête de l'équipe et n'hésite pas à se séparer de plusieurs joueurs clés comme Ronaldinho, Deco et Giovani. Repéré par Harry Redknapp, le jeune mexicain s'envole pour Londres et signe pour cinq ans avec Tottenham dans le cadre d'un transfert estimé à 5 millions d'euros. Cependant, avec des statistiques très moyennes (12 matches et 1 but), il ne s'impose pas et est prêté en mars à Ipswich Town — qui évolue en deuxième division anglaise — et revient avec un bilan de 8 matches, 4 buts et 1 passe décisive. Malgré ses maigres performances, il marque ses premiers buts avec le Mexique le 24 juin 2009 dans un match amical contre le Venezuela et est sélectionné pour la Gold Cup 2009. Il contribue à la victoire finale de son équipe en marquant un but lors de la victoire 5-0 contre les États-Unis en finale. Il est nommé meilleur joueur de la compétition et figure dans l'équipe-type.
Lors de la saison 2009-2010, après une première moitié de saison marquée par une blessure au mois d'octobre et une seule sélection dans le groupe — défaite 1-0 face à Wolverhampton, il est prêté à Galatasaray au mercato hivernal avec une option d'achat. Le deal aurait été, en grande partie, réussi grâce à Frank Rijkaard qui entraînait le club cette saison. À ce sujet, le mexicain dit être « heureux de pouvoir jouer à Galatasaray à ses côtés ». Il fait ses débuts le 31 janvier 2010 contre Denizlispor lors de la victoire 2-1 de son équipe et adresse sa première passe décisive le 28 février 2010 contre le Kasımpaşa SK. En fin de saison, il n'a adressé que 3 passes décisives en 18 matches et l'option d'achat n'est pas levée. Néanmoins, on peut remarquer que Frank Rijkaard lui accorde une nouvelle fois sa confiance en le titularisant neuf fois sur quatorze en Süper Lig. En juin 2010, Giovani est sélectionné pour la Coupe du monde 2010 par Javier Aguirre Onaindía. Son parcours s'arrête en huitième de finale après une défaite 3-1 face à l'Argentine mais il est prétendant au titre de meilleur jeune joueur, finalement remportée par Thomas Müller.

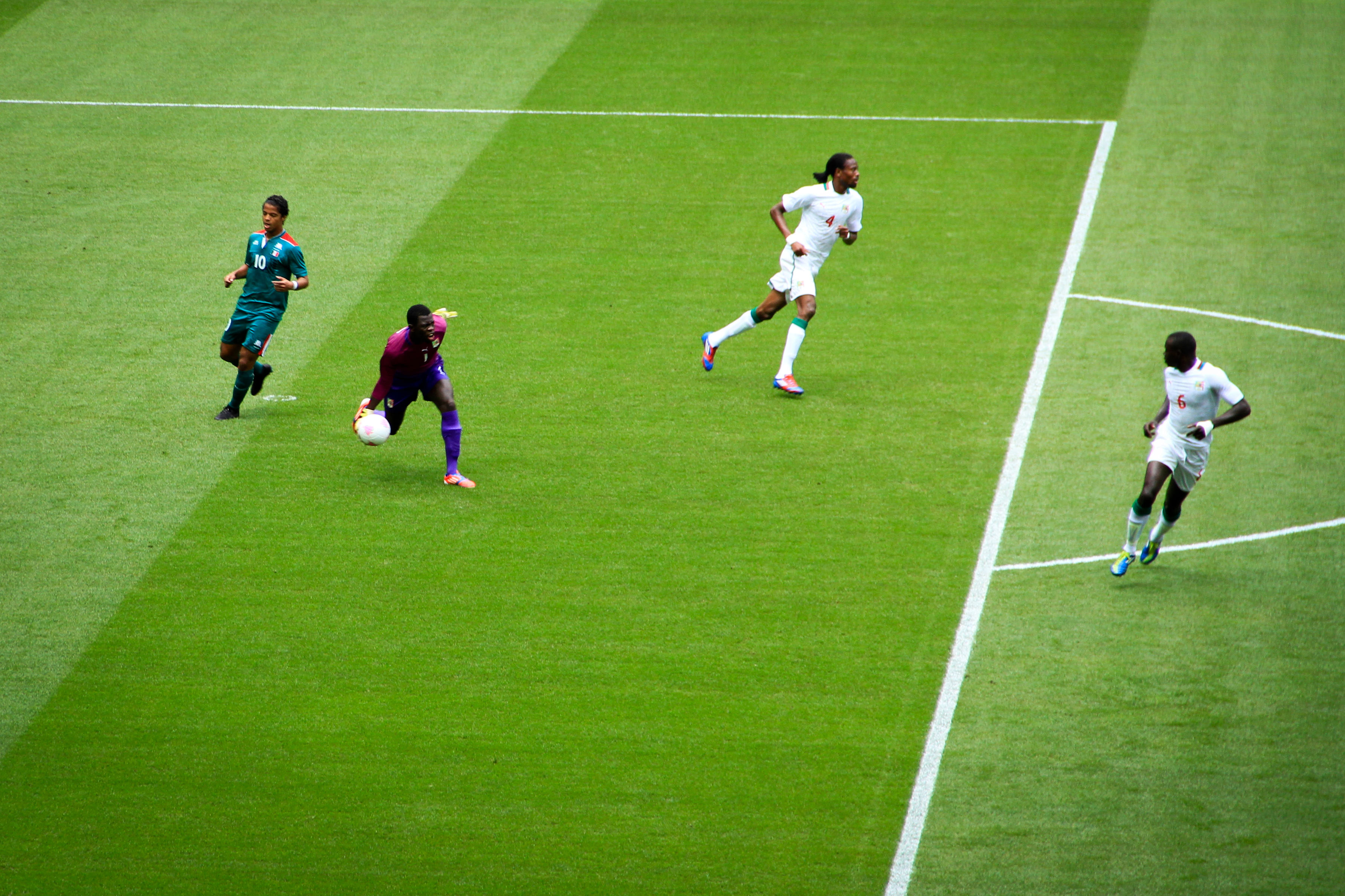
Giovani avec l'équipe nationale du Mexique contre le Sénégal lors des Jeux olympiques 2012.

En juillet 2010, son entraîneur Harry Redknapp lui reproche ses diverses sorties en boîtes de nuits et ses retards à l'entraînement mais lui donne une dernière chance après ses belles prestations durant la Coupe du monde. Cinq mois plus tard, il est prêté pour deux ans au Racing de Santander avec une option d'achat fixée à 11 millions d'euros. Le 5 février 2011, il joue son premier match contre le Real Saragosse. Trois semaines plus tard, le 27 février 2011, il marque son premier but contre Villareal. Au terme de la saison il finit sur un bilan de 5 buts et 3 passes décisives en 16 matches et permet au club de se maintenir, qui était à trois points de la relégation lors la dernière journée,. Ce prêt étant satisfaisant, il est sélectionné pour la Gold Cup 2011. Il remporte le tournoi et contribue à la victoire finale 4-2 contre les États-Unis en marquant le dernier but mexicain,.
Grâce à sa dernière saison convenable, Tottenham décide de le garder pour la saison 2011-2012. Cependant, il est peu de fois sélectionné dans le groupe et ne se contente que de bouts de matches lorsqu'il l'est : 9 matches, 1 but et 1 passe décisive. Toutefois, il est souvent sélectionné en Ligue Europa et se montre décisif avec 1 but et 2 passes décisives en 4 matches mais il n'évite pas l'élimination dès la phase de groupes. Le Mexique lui fait tout de même confiance et il est sélectionné pour participer aux Jeux olympiques. Il marque 3 buts — dont un doublé face au Gabon — et remporte la médaille d'or face au Brésil sans y avoir participé, s'étant blessé en demi-finale face au Japon.

### Retour au premier plan en Liga

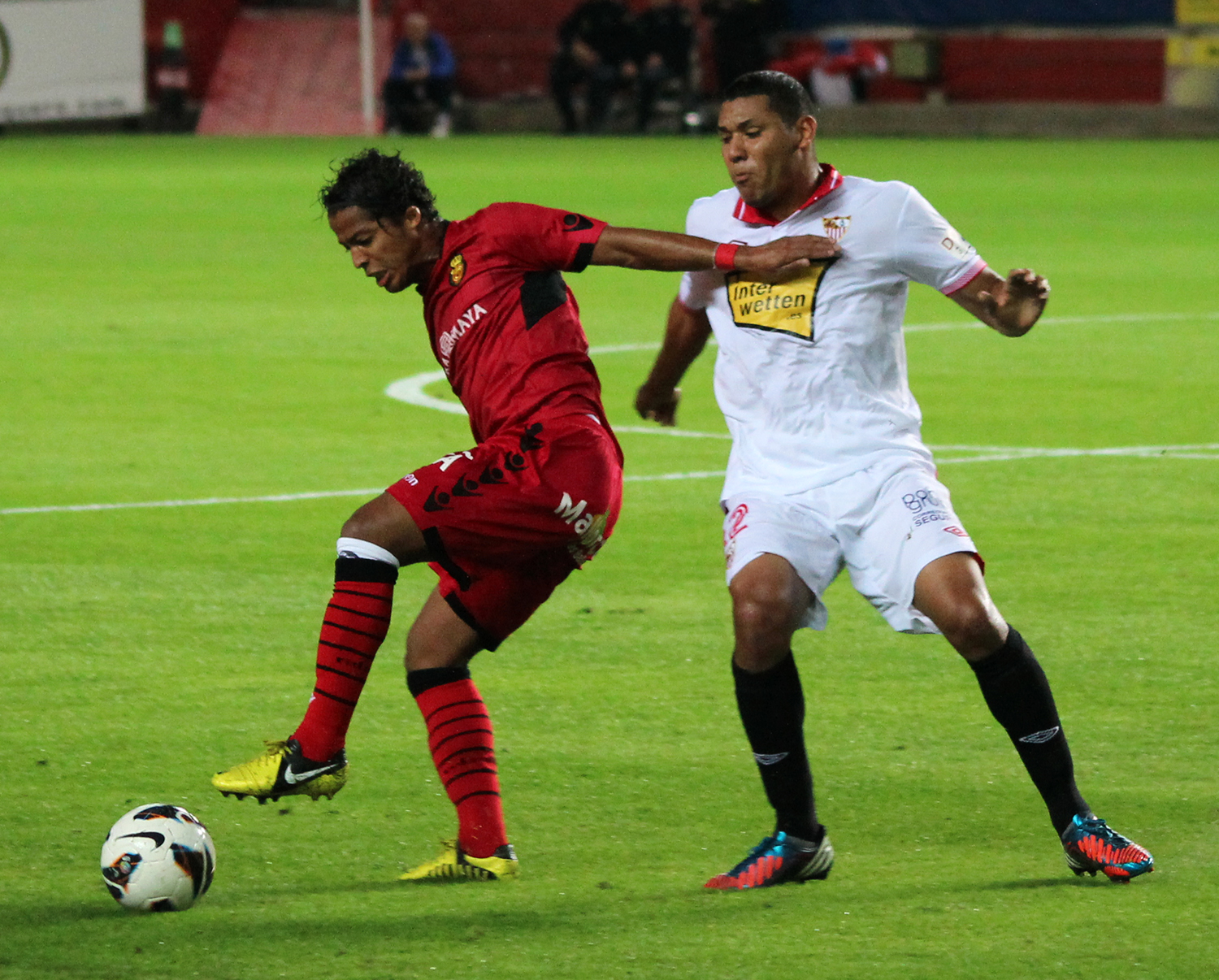
Giovani, à la lutte avec Hedwiges Maduro, sous le maillot majorquin.

La saison suivante, Harry Redknapp quitte le club et est remplacé par André Villas-Boas. Ce dernier ne le sélectionne pas lors des deux premières journées de la saison et quelques jours plus tard, le RCD Majorque annonce avoir trouvé un accord avec Giovani pour un contrat de quatre ans. Lors de son premier match contre le Séville FC, il délivre deux passes décisives mais perd 3-2. Durant cette saison, il semble avoir retrouvé la vivacité et la qualité technique qui faisaient de lui un jeune espoir du football, enchaîne les matches à 90 minutes et termine la saison avec 32 matches, 6 buts et 6 passes décisives. Néanmoins, il ne peut éviter la relégation de l'équipe qui termine à la 19e place à la fin de la saison. Il est à nouveau sélectionné par l'équipe nationale pour jouer la Coupe des confédérations 2013 mais il est malheureusement éliminé dès la phase de groupes.
Le 9 juillet 2013, il signe pour quatre ans chez le promu du Villarreal CF pendant le mercato estival de la saison 2013-2014 dans le cadre d'un transfert estimé à 6 millions d'euros. Le 19 août 2013, pour son premier match, il marque un but et adresse une passe décisive contre l'UD Almería, victoire 3-2. Lors de la dernière journée, il marque un but et délivre une passe décisive contre la Real Sociedad permettant au club de remporter le match 2-1 et d'accéder aux barrages de la Ligue Europa à la différence de buts. Il réalise l'une de ses meilleurs saisons à Villarreal en terminant la saison sur un bilan de 12 buts et 8 passes décisives en 33 matches. Son entraîneur Marcelino García Toral loue ses qualités et affirme qu'il « est un joueur majeur et régulier qui offre toujours plus de solutions offensivement » tandis que le concerné affirme disputer les matches « avec une grande intensité, en défendant mieux et en mettant ses partenaires dans les meilleures dispositions ». Il est logiquement retenu par Miguel Herrera pour participer à la Coupe du monde 2014. Contre le Cameroun, en phase de groupes, il marque deux buts injustement refusés mais remporte tout de même le match 1-0,. Classé deuxième du groupe, l'équipe accède aux huitièmes de finale et affronte les Pays-Bas. Malgré l'ouverture du score de Giovani, les Néerlandais marquent deux buts dans les dernières minutes et éliminent les Mexicains.
Pour sa deuxième saison avec El Submarino Amarillo, Giovani repart sur les mêmes bases. Il commence en marquant un but et en adressant une passe décisive lors du barrage aller de Ligue Europa face à Astana, contribuant à la qualification du club. Néanmoins, des blessures musculaires et à la jambe ainsi que des claquages à la cuisse entachent considérablement sa saison et il perd sa place de titulaire indiscutable au profit de Ikechukwu Uche, auteur de bonnes prestations. De ce fait, ses statistiques sont moins bonnes que la saison précédente ; en effet, il termine avec 40 matches, 6 buts et 7 passes décisives. Par ailleurs, il n'évite pas les éliminations en Ligue Europa face à Séville et en Coupe du Roi contre Barcelone. Cependant, il est tout de même convoqué par la sélection mexicaine pour la Gold Cup 2015, qu'il remportera en marquant un but contre le Cuba en phase de groupes,.

### Los Angeles Galaxy
En pleine Gold Cup avec le Mexique, le Galaxy de Los Angeles officialise l'arrivée de Giovani pour quatre années et demie. Dès son premier match, le 9 août 2015 face aux Seattle Sounders, il marque un but et adresse une passe décisive, puis enchaine avec un but et deux passes décisives durant les deux matches suivants. Il s'impose dès lors comme un titulaire indiscutable de l'équipe et est, en fin de saison, qualifié pour le premier tour des playoffs de MLS. Il est néanmoins éliminé dès le premier tour à cause d'une défaite 3-1 contre les Seattle Sounders. Il termine tout de même la saison avec de belles statistiques : 11 matches, 3 buts et 5 passes décisives. Concernant la sélection mexicaine, il n'est pas retenu par Ricardo Ferretti, sélectionneur intérimaire du Mexique, lors des matches amicaux du mois de septembre. Il n'est pas non plus sélectionné en octobre à cause d'une blessure aux adducteurs.

## Statistiques
| Saison                | Club                    | Championnat           | Championnat | Championnat | Championnat | Coupe nationale | Coupe nationale | Coupe nationale | Coupe de la Ligue | Coupe de la Ligue | Coupe de la Ligue | Compétition(s) continentale(s) | Compétition(s) continentale(s) | Compétition(s) continentale(s) | Compétition(s) continentale(s) | Total | Total | Total |
| Saison                | Club                    | Division              | M.          | B.          | P.d.        | M.              | B.              | P.d.            | M.                | B.                | P.d.              | Comp.                          | M.                             | B.                             | P.d.                           | M.    | B.    | P.d.  |
| 2006-2007             | FC Barcelone B          | Segunda División B    | 27          | 6           | 0           | -               | -               | -               | -                 | -                 | -                 | -                              | -                              | -                              | -                              | 27    | 6     | 0     |
| Sous-total            | Sous-total              | Sous-total            | 27          | 6           | 0           | -               | -               | -               | -                 | -                 | -                 | -                              | -                              | -                              | -                              | 27    | 6     | 0     |
| 2007-2008             | FC Barcelone            | Liga BBVA             | 28          | 3           | 6           | 5               | 0               | 0               | -                 | -                 | -                 | C1                             | 5                              | 1                              | 1                              | 38    | 4     | 7     |
| Sous-total            | Sous-total              | Sous-total            | 28          | 3           | 6           | 5               | 0               | 0               | -                 | -                 | -                 | -                              | 5                              | 1                              | 1                              | 38    | 4     | 7     |
| 2008-2009             | Tottenham Hotspur       | Premier League        | 6           | 0           | 0           | 1               | 0               | 0               | 1                 | 0                 | 0                 | C3                             | 4                              | 1                              | 0                              | 12    | 1     | 0     |
| 2009-2010             | Tottenham Hotspur       | Premier League        | 1           | 0           | 0           | 2               | 0               | 0               | -                 | -                 | -                 | -                              | -                              | -                              | -                              | 3     | 0     | 0     |
| 2010-2011             | Tottenham Hotspur       | Premier League        | 3           | 0           | 0           | 1               | 0               | 0               | -                 | -                 | -                 | C1                             | 1                              | 0                              | 0                              | 5     | 0     | 0     |
| 2011-2012             | Tottenham Hotspur       | Premier League        | 6           | 0           | 0           | 1               | 1               | 1               | 1                 | 0                 | 0                 | C3                             | 4                              | 1                              | 2                              | 12    | 2     | 3     |
| Sous-total            | Sous-total              | Sous-total            | 16          | 0           | 0           | 5               | 1               | 1               | 2                 | 0                 | 0                 | -                              | 9                              | 2                              | 2                              | 32    | 3     | 3     |
| 2009                  | Ipswich Town (prêt)     | Championship          | 8           | 4           | 1           | 0               | 0               | 0               | -                 | -                 | -                 | -                              | -                              | -                              | -                              | 8     | 4     | 1     |
| Sous-total            | Sous-total              | Sous-total            | 8           | 4           | 1           | 0               | 0               | 0               | -                 | -                 | -                 | -                              | -                              | -                              | -                              | 8     | 4     | 1     |
| 2010                  | Galatasaray SK (prêt)   | Süper Lig             | 14          | 0           | 3           | 2               | 0               | 0               | -                 | -                 | -                 | C3                             | 2                              | 0                              | 0                              | 18    | 0     | 3     |
| Sous-total            | Sous-total              | Sous-total            | 14          | 0           | 3           | 2               | 0               | 0               | -                 | -                 | -                 | -                              | 2                              | 0                              | 0                              | 18    | 0     | 3     |
| 2011                  | Racing Santander (prêt) | Liga BBVA             | 16          | 5           | 3           | 0               | 0               | 0               | -                 | -                 | -                 | -                              | -                              | -                              | -                              | 16    | 5     | 3     |
| Sous-total            | Sous-total              | Sous-total            | 16          | 5           | 3           | 0               | 0               | 0               | -                 | -                 | -                 | -                              | -                              | -                              | -                              | 16    | 5     | 3     |
| 2012-2013             | RCD Majorque            | Liga BBVA             | 29          | 6           | 7           | 3               | 0               | 0               | -                 | -                 | -                 | -                              | -                              | -                              | -                              | 32    | 6     | 7     |
| Sous-total            | Sous-total              | Sous-total            | 29          | 6           | 7           | 3               | 0               | 0               | -                 | -                 | -                 | -                              | -                              | -                              | -                              | 32    | 6     | 7     |
| 2013-2014             | Villarreal CF           | Liga BBVA             | 31          | 11          | 8           | 3               | 1               | 0               | -                 | -                 | -                 | -                              | -                              | -                              | -                              | 34    | 12    | 8     |
| 2014-2015             | Villarreal CF           | Liga BBVA             | 26          | 1           | 3           | 7               | 1               | 1               | -                 | -                 | -                 | C3                             | 6                              | 3                              | 2                              | 39    | 5     | 6     |
| Sous-total            | Sous-total              | Sous-total            | 57          | 12          | 11          | 10              | 2               | 1               | -                 | -                 | -                 | -                              | 6                              | 3                              | 2                              | 73    | 17    | 14    |
| 2015                  | Los Angeles Galaxy      | MLS                   | 11          | 3           | 5           | 0               | 0               | 0               | -                 | -                 | -                 | LCC                            | 4                              | 1                              | 2                              | 15    | 4     | 7     |
| 2016                  | Los Angeles Galaxy      | MLS                   | 31          | 14          | 5           | 2               | 1               | 1               | -                 | -                 | -                 | -                              | -                              | -                              | -                              | 33    | 15    | 6     |
| 2017                  | Los Angeles Galaxy      | MLS                   | 25          | 6           | 3           | 1               | 0               | 1               | -                 | -                 | -                 | -                              | -                              | -                              | -                              | 26    | 6     | 4     |
| 2018                  | Los Angeles Galaxy      | MLS                   | 14          | 3           | 2           | -               | -               | -               | -                 | -                 | -                 | -                              | -                              | -                              | -                              | 14    | 3     | 2     |
| Sous-total            | Sous-total              | Sous-total            | 81          | 26          | 15          | 3               | 1               | 1               | -                 | -                 | -                 | -                              | 4                              | 1                              | 2                              | 88    | 28    | 18    |
| 2019-2020             | Club América            | Ouv.+Clo.             | 13+8        | 2+0         | 1+1         | -               | -               | -               | -                 | -                 | -                 | LC+CCL                         | 1+2                            | 0+0                            | 0+0                            | 24    | 2     | 2     |
| Sous-total            | Sous-total              | Sous-total            | 21          | 2           | 2           | -               | -               | -               | -                 | -                 | -                 | -                              | 3                              | 0                              | 0                              | 24    | 2     | 2     |
| Total sur la carrière | Total sur la carrière   | Total sur la carrière | 297         | 64          | 48          | 28              | 4               | 3               | 2                 | 0                 | 0                 | -                              | 29                             | 7                              | 7                              | 356   | 75    | 58    |

## Palmarès

### En club
- Tottenham Hotspur :
  - Finaliste de la Coupe de la Ligue en 2009.

### En équipe nationale
- Mexique -17 ans :
  - Vainqueur de la Coupe du monde des moins de 17 ans en 2005.
- Mexique :
  - Vainqueur de la Gold Cup en 2009, 2011 et 2015.
  -  Vainqueur des Jeux olympiques en 2012.

### Distinctions individuelles
- Ballon d'argent de la Coupe du monde des moins de 17 ans 2005.
- Ballon de bronze de la Coupe du monde des moins de 20 ans 2007.
- Élu meilleur joueur de la Gold Cup 2009.
- Nommé dans l'équipe type de la Gold Cup 2009.
- Nommé dans l'équipe MLS All-Star pour le Match des étoiles en 2016 et 2017.